# HD 63323
HD 63323，又名BD-15 2052，SAO 153409、HR 3027，是一颗恒星，视星等为6.43，位于銀經233.62，銀緯4.72，其B1900.0坐标为赤經7h 43m 12s，赤緯-15° 4.72′ 2″。